# Julienne David
Julienne David   (Saint-Mars-du-Désert, 21 de març de 1777 - Nantes, 26 de gener de 1843), va ser una corsària francesa.
Va participar en la Revolta de la Vendée, en el bàndol dels monàrquics, i va ser empresonada, però va aconseguir escapar de la seva condemna. Després d'obtenir una patent de cors, es va dedicar a perseguir vaixells britànics pel Canal de la Mànega des de la seva base a Nantes.
El 1803 va ser capturada i romangué empresonada a Anglaterra durant 8 anys. Després del seu alliberament, va tornar a França.
Un carrer de Nantes porta el seu nom.